# Dugesia annandalei
Dugesia annandalei és una espècie de triclàdide dugèsid que habita Myanmar.
Es tracta d'una espècie dubtosa de Dugesia en tant que a la descripció original feta per Tokio Kaburaki l'any 1918 no s'hi veu diafragma, caràcter que s'ha considerat com a diagnòstic del gènere. Malauradament el material tipus s'ha perdut i ja no és possible reexaminar-lo per tal de confirmar la seva pertinença a Dugesia o reassignar-lo a un altre gènere.

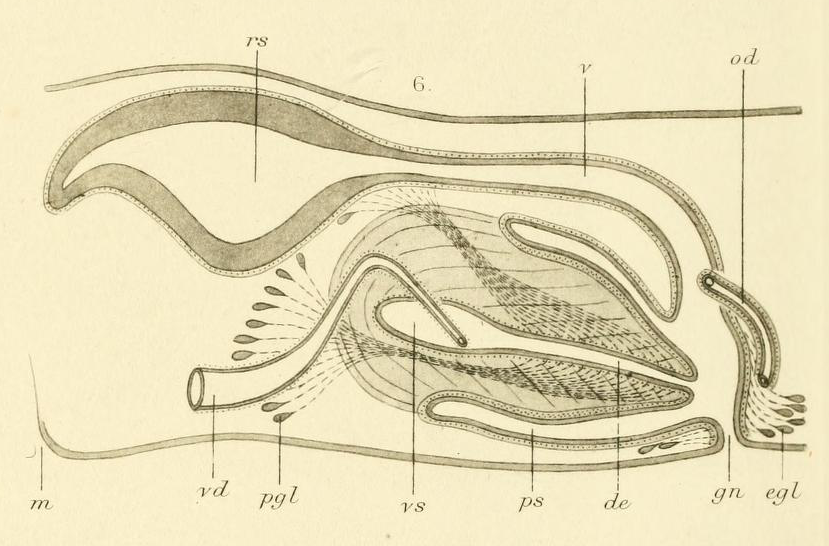
Diagrama d'un tall sagital de l'aparell copulador de D. annandalei. Abreviacions: de, conducte ejaculador; egl, glàndules eosinòfiles; gn, gonopor; m, boca; od, oviducte; pgl, glàndules penianes; ps, beina del penis; rs, receptable seminal (bursa); v, vagina; vd, conducte deferent; vs, vesícula seminal.